# Las Vegas (serial telewizyjny)
Las Vegas – amerykański serial telewizyjny. W
USA emitowany od 2003 roku przez stację NBC, a Polsce przez kanały Fox Life i TV Puls  i  Universal Channel.

## Fabuła
Las Vegas to serial z szybką i trzymającą w napięciu akcją ukazujący działania elitarnej grupy inwigilacyjnej z Las Vegas, której zadaniem jest utrzymanie bezpieczeństwa w największych kurortach i kasynach. Big Ed Deline, były agent CIA, jest szefem tejże grupy w Montecito Resort & Casino, jak również nowo mianowanym dyrektorem operacyjnym. Jego prawą ręką jest Danny McCoy, były marines i rodowity mieszkaniec Las Vegas. Mają oni do czynienia z oszustami karcianymi, dużymi wypłatami spowodowanymi rzekomym szczęściem  oraz nieuczciwymi działaniami konkurencyjnych kasyn.
Towarzyszą im: Delinda – córka Eda prowadząca w hotelu restaurację, Mary – odpowiedzialna za stronę rozrywkowo-artystyczną kasyna, Sam – przebiegła i inteligentna opiekunka eleganckich gości, Nessa – przed którą karty nie mają tajemnic i Mike – parkingowy, a następnie ochroniarz.
W serialu gościnnie występują gwiazdy Hollywood, a także bogacze z realnego świata oraz właściciele rzeczywiście istniejących kasyn.

## Obsada
- James Caan − Ed Deline
- Josh Duhamel − Danny McCoy
- Molly Sims − Delinda Deline
- James Lesure − Mike Cannon
- Nikki Cox − Mary Connell
- Vanessa Marcil − Samantha Jane "Sam" Marquez
- Marsha Thomason − Nessa Holt
- Tom Selleck − A.J. Cooper
- Camille Guaty − Piper Nielsen
- Catalina Larranaga – Karla Marine

## Spis odcinków
| Lp             | Nr odcinka | Polski tytuł                             | Angielski tytuł                                    |
| -------------- | ---------- | ---------------------------------------- | -------------------------------------------------- |
| SERIA PIERWSZA |            |                                          |                                                    |
| 1              | 1x01       | Witamy w Las Vegas                       | Pilot                                              |
| 2              | 1x02       | Co się zdarzyło w Vegas, zostaje w Vegas | What Happens In Vegas Stays In Vegas               |
| 3              | 1x03       | Donny, wcale cię nie znaliśmy            | Donny, We Hardly Knew Ye                           |
| 4              | 1x04       | Żartowniesie i głupcy                    | Jokers And Fools                                   |
| 5              | 1x05       | Lato świstaka                            | Groundhog Summer                                   |
| 6              | 1x06       | Nieustanne śledztwo                      | Semper Spy                                         |
| 7              | 1x07       | Zawodowcy i oszuści                      | Pros And Cons                                      |
| 8              | 1x08       | Szczęście bycia damą                     | Luck Be A Lady                                     |
| 9              | 1x09       | Rok tygrysa                              | Year Of The Tiger                                  |
| 10             | 1x10       | Karty i przemoc                          | Decks And Violence                                 |
| 11             | 1x11       | Krew i piasek                            | Blood And Sand                                     |
| 12             | 1x12       | Chuligani i łamacze serc                 | Hellraisers & Heartbreakers                        |
| 13             | 1x13       | Kiedy w Vegas gasną światła              | The Night The Lights Went Out In Vegas             |
| 14             | 1x14       | Nocne wyskoki                            | Things That Go Jump In The Night                   |
| 15             | 1x15       | Umieraj szybko i wściekle                | Die Fast, Die Furious                              |
| 16             | 1x16       | Nowy Orlean                              | New Orleans                                        |
| 17             | 1x17       | Tego nie zabierzesz                      | You Can't Take It With You                         |
| 18             | 1x18       | Stan Nevada                              | Nevada State                                       |
| 19             | 1x19       | Synowie i kochankowie                    | Sons And Lovers                                    |
| 20             | 1x20       | Dziwne życie Boba                        | The Strange Life Of Bob                            |
| 21             | 1x21       | Klejnoty rodzinne                        | The Family Jewels                                  |
| 22             | 1x22       | Wielkie bum !                            | The Big Bang                                       |
| 23             | 1x23       | Wierny na zawsze                         | Always Faithful                                    |
| SERIA DRUGA    |            |                                          |                                                    |
| 24             | 2x01       | Powrót do domu                           | Have You Ever Seen The Rain ?                      |
| 25             | 2x02       | Hrabia Montecito                         | The Count Of Montecito                             |
| 26             | 2x03       | Silne więzy                              | Blood Is Thicker                                   |
| 27             | 2x04       | Zdobycz dnia                             | Catch Of The Day                                   |
| 28             | 2x05       | Pechowa passa                            | Good Run Of Bad Luck                               |
| 29             | 2x06       | Ulubione gry                             | Games People Play                                  |
| 30             | 2x07       | Poszukiwacze                             | Montecito Lancers                                  |
| 31             | 2x08       | Zgrany duet                              | Two Of A Kind                                      |
| 32             | 2x09       | Trudne związki                           | Degas Away With It                                 |
| 33             | 2x10       | Srebrna gwiazda                          | Silver Star                                        |
| 34             | 2x11       | Pralnia na żetony                        | My Beautiful Launderette                           |
| 35             | 2x12       | Porwanie                                 | When You Got To Go, You Got To Go                  |
| 36             | 2x13       | Tak się kręci świat                      | Sperm Whales And Spearmint Rhinos                  |
| 37             | 2x14       | Perfidny szantaż                         | The Lie Is Cast                                    |
| 38             | 2x15       | Ryzykowna gra                            | Whale Of A Time                                    |
| 39             | 2x16       | Wielki kant                              | Can You See What I See                             |
| 40             | 2x17       | Skażona miłość                           | Tainted Love                                       |
| 41             | 2x18       | Niezastąpiony Frank                      | To Protect And Serve Manicotti                     |
| 42             | 2x19       | Pod nadzorem                             | One Nation, Under Surveillance                     |
| 43             | 2x20       | Uderz mnie                               | Hit Me !                                           |
| 44             | 2x21       | Tajemniczy intruz                        | Hide & Sneak                                       |
| 45             | 2x22       | Listy, prawnicy i rozwiązłe kobiety      | Letters, Lawyers And Loose Women                   |
| 46             | 2x23       | Niespodzianka Freda                      | Magic Carpet Fred                                  |
| 47             | 2x24       | Koniec mitu                              | Centennial                                         |
| SERIA TRZECIA  |            |                                          |                                                    |
| 48             | 3x01       | Viva Las Vegas                           | Viva Las Vegas                                     |
| 49             | 3x02       | Fałszuj forsę i w nogi                   | Fake The Money And Run                             |
| 50             | 3x03       | Podwójna stawka                          | Double Down, Triple Threat                         |
| 51             | 3x04       | Co się zdarzyło przed laty               | Whatever Happened To Seymour Magoon ?              |
| 52             | 3x05       | Kradzież tożsamości                      | The Big Ed De-Cline                                |
| 53             | 3x06       | Prawdziwy McCoy                          | The Real McCoy                                     |
| 54             | 3x07       | Skok w przeszłość                        | Everything Old Is You Again                        |
| 55             | 3x08       | Gwiazda Kaszmiru                         | Bold, Beautiful & Blue                             |
| 56             | 3x09       | Miłośnicy komiksu                        | Mothwoman                                          |
| 57             | 3x10       | Na sprzedaż                              | For Sail By Owner                                  |
| 58             | 3x11       | Milionowy przekręt                       | Down And Dirty                                     |
| 59             | 3x12       | Zaginione diamenty                       | Bait And Switch                                    |
| 60             | 3x13       | Duch w kasynie                           | The Bitch Is Back                                  |
| 61             | 3x14       | Prognoza pogody                          | And Here's Mike With The Weather                   |
| 62             | 3x15       | Miejskie legendy                         | Urban Legend                                       |
| 63             | 3x16       | Palec w bufecie                          | Coyote Ugly                                        |
| 64             | 3x17       | Wyzwania kulinarne                       | Lyle & Substance                                   |
| 65             | 3x18       | Ponownie dziewica                        | Like A Virgin                                      |
| 66             | 3x19       | Kalendarz                                | Cash Springs Eternal                               |
| 67             | 3x20       | Cisza na froncie Montecito               | All Quiet On The Montecito Front                   |
| 68             | 3x21       | Teoria chaosu                            | Chaos Theory                                       |
| 69             | 3x22       | Oszuści karciani                         | Fidelity, Security, Delivery                       |
| 70             | 3x23       | Ojciec panny młodej                      | Father Of The Bride                                |
| SERIA CZWARTA  |            |                                          |                                                    |
| 71             | 4x01       | Kula dla Eda                             | Father Of The Bride Redux                          |
| 72             | 4x02       | Śmierć w mgnieniu oka                    | Died In Plain Sight                                |
| 73             | 4x03       | Historia winnego                         | The Story Of Owe                                   |
| 74             | 4x04       | Historia skrzypiec                       | History Of Violins                                 |
| 75             | 4x05       | Puszka Delindy (1)                       | Delinda's Box: Part 1                              |
| 76             | 4x06       | Puszka Delindy (2)                       | Delinda's Box: Part 2                              |
| 77             | 4x07       | Kosztowne wesele                         | Meatball Montecito                                 |
| 78             | 4x08       | Białe święta                             | White Christmas                                    |
| 79             | 4x09       | Wino i wykroczenia                       | Wines And Misdemeanors                             |
| 80             | 4x10       | Przelotny romans                         | Fleeting Cheating Meeting                          |
| 81             | 4x11       | Niebezpieczne zakłady                    | Wagers Of Sin                                      |
| 82             | 4x12       | Równowaga wewnętrzna                     | The Chicken Is Making My Back Hurt                 |
| 83             | 4x13       | Zaginiona mumia                          | Pharaoh 'Nuff                                      |
| 84             | 4x14       | Sytuacja zagrożenia                      | The Burning Bedouin                                |
| 85             | 4x15       | Doroczna Impreza                         | Barechested In The Park                            |
| 86             | 4x16       | Kiepski interes                          | Junk In The Trunk                                  |
| 87             | 4x17       | Herosi                                   | Heroes                                             |
| SERIA PIĄTA    |            |                                          |                                                    |
| 88             | 5x01       | Wyjście bezpieczeństwa                   | A Hero Ain't Nothing But A Sandwitch               |
| 89             | 5x02       | Psychiatra                               | Shrink Rap                                         |
| 90             | 5x03       | Testament                                | The Glass Is Always Cleaner                        |
| 91             | 5x04       | Gry umysłu                               | Head Games                                         |
| 92             | 5x05       | Morderstwo bez motywu                    | Run, Cooper, Run !                                 |
| 93             | 5x06       | Halloween party                          | When Life Gives You Lemon Bars                     |
| 94             | 5x07       | Strajk                                   | Adventures In The Skin Trade                       |
| 95             | 5x08       | Samotne serca                            | It's Not Easy Being Green                          |
| 96             | 5x09       | Powrót wujka                             | My Uncle's a Gas                                   |
| 97             | 5x10       | Wysoka cena gazu                         | The High Price of Gas                              |
| 98             | 5x11       | Świąteczne plany                         | A Cannon Carol                                     |
| 99             | 5x12       | Koń z kopytami                           | I Could Eat a Horse                                |
| 100            | 5x13       | Broń i kobiety                           | 3 Babes, 100 Guns and a Fat Chick                  |
| 101            | 5x14       | Sekrety, kłamstwa i szkoła rodzenia      | Secrets, Lies and Lamaze                           |
| 102            | 5x15       | Ukryte obrączki                          | Guess Who's Coming to Breakfast                    |
| 103            | 5x16       | 2 na 2                                   | 2 on 2                                             |
| 104            | 5x17       | Dobra passa                              | Win, Place, Bingo                                  |
| 105            | 5x18       | Wysoka stawka                            | Three Weddings And A Funeral: Part 1 [High Steaks] |
| 106            | 5x19       | Trzy wesela i pogrzeb                    | Three Weddings And A Funeral: Part 2               |